# دار القوز (فرع العدين)

تعديل مصدري - تعديل

دار القوز محلة تابعة لقرية الفصور، التابعة لعزلة بني يوسف بمديرية فرع العدين إحدى مديريات محافظة إب في الجمهورية اليمنية، بلغ تعداد سكانها 56 حسب تعداد اليمن لعام 2004.